# دانشگاه ایالتی آیداهو
دانشگاه ایالتی آیداهو (به انگلیسی: Idaho State University) یکی از دانشگاه‌های ایالات متحده آمریکا بوده و در ایالت آیداهو واقع است.